# 安托·乔吉奇
安托·乔吉奇（1952年4月18日—），波斯尼亚和黑塞哥维那男子篮球运动员。他曾代表南斯拉夫参加1977年国际篮联欧洲锦标赛，获得金牌。